# Natação no Campeonato Mundial de Esportes Aquáticos de 2011 - 100 m livre feminino
A prova dos 100 metros livre feminino da natação no Campeonato Mundial de Esportes Aquáticos de 2011 ocorreu nos dias 28 de julho e 29 de julho no Shanghai Oriental Sports Center  em Xangai.

## Recordes
Antes desta competição, os recordes mundiais e do campeonato nesta prova eram os seguintes:
| Tipo                  | Atleta         | Tempo | Local | Data                |
| --------------------- | -------------- | ----- | ----- | ------------------- |
|                       | Britta Steffen | 52,07 | Roma  | 31 de julho de 2009 |
| Recorde do campeonato | Britta Steffen | 52,07 | Roma  | 31 de julho de 2009 |

## Medalhistas
| Ouro                   | Prata                        | Bronze                    |
| Jeanette Ottesen (DEN) | Aleksandra Gerasimenya (BLR) | Ranomi Kromowidjojo (NED) |

## Resultados

### Eliminatórias
79 nadadoras de 66 nações participaram da prova. 16 competidoras se classificaram para as semifinais.
| Pos. | Bateria | Raia | Nadadora                   | Nacionalidade  | Tempo | Notas |
| ---- | ------- | ---- | -------------------------- | -------------- | ----- | ----- |
| 1    | 8       | 4    | Femke Heemskerk            | Países Baixos  | 53,75 | Q     |
| 2    | 8       | 6    | Jeanette Ottesen           | Dinamarca      | 53,88 | Q     |
| 3    | 9       | 3    | Ranomi Kromowidjojo        | Países Baixos  | 54,10 | Q     |
| 4    | 8       | 5    | Dana Vollmer               | Estados Unidos | 54,24 | Q     |
| 5    | 10      | 3    | Camille Muffat             | França         | 54,35 | Q     |
| 6    | 8       | 3    | Yolane Kukla               | Austrália      | 54,37 | Q     |
| 6    | 10      | 5    | Alicia Coutts              | Austrália      | 54,37 | Q     |
| 6    | 10      | 6    | Tang Yi                    | China          | 54,37 | Q     |
| 9    | 10      | 4    | Francesca Halsall          | Reino Unido    | 54,38 | Q     |
| 10   | 9       | 5    | Aleksandra Gerasimenya     | Bielorrússia   | 54,47 | Q     |
| 11   | 8       | 8    | Arianna Vanderpool-Wallace | Bahamas        | 54,51 | Q     |
| 12   | 9       | 4    | Natalie Coughlin           | Estados Unidos | 54,72 | Q     |
| 13   | 8       | 2    | Victoria Poon              | Canadá         | 54,74 | Q     |
| 14   | 8       | 7    | Ida Marko-Varga            | Suécia         | 54,81 | Q     |
| 15   | 9       | 1    | Gabriella Fagundez         | Suécia         | 54,81 | Q     |
| 16   | 9       | 6    | Britta Steffen             | Alemanha       | 54,86 | Q     |
| 17   | 10      | 2    | Veronika Popova            | Rússia         | 54,88 |       |
| 18   | 10      | 7    | Amy Smith                  | Reino Unido    | 54,93 |       |
| 19   | 9       | 7    | Wang Shijia                | China          | 54,99 |       |
| 20   | 7       | 6    | Hanna-Maria Seppälä        | Finlândia      | 55,06 |       |
| 21   | 7       | 4    | Chantal Vanlandegem        | Canadá         | 55,07 |       |
| 22   | 10      | 1    | Pernille Blume             | Dinamarca      | 55,14 |       |
| 23   | 8       | 1    | Daniela Schreiber          | Alemanha       | 55,24 |       |
| 24   | 7       | 1    | Theodora Drakou            | Grécia         | 55,52 |       |
| 25   | 9       | 8    | Tatiana Lemos Barbosa      | Brasil         | 55,55 |       |
| 26   | 6       | 5    | Karin Prinsloo             | África do Sul  | 55,57 |       |
| 27   | 7       | 3    | Hannah Wilson              | Hong Kong      | 55,71 |       |
| 28   | 7       | 5    | Natasha Hind               | Nova Zelândia  | 55,72 |       |
| 29   | 6       | 4    | Birgit Koschischek         | Áustria        | 55,75 |       |
| 30   | 9       | 2    | Evelyn Verrasztó           | Hungria        | 55,76 |       |

| Ver o restante da classificação | Ver o restante da classificação | Ver o restante da classificação | Ver o restante da classificação | Ver o restante da classificação | Ver o restante da classificação | Ver o restante da classificação |
| Pos.                            | Bateria                         | Raia                            | Nadadora                        | Nacionalidade                   | Tempo                           | Notas                           |
| ------------------------------- | ------------------------------- | ------------------------------- | ------------------------------- | ------------------------------- | ------------------------------- | ------------------------------- |
| 31                              | 6                               | 3                               | Sara Isakovič                   | Eslovênia                       | 55,81                           |                                 |
| 32                              | 7                               | 8                               | Nina Rangelova                  | Bulgária                        | 55,81                           |                                 |
| 33                              | 6                               | 2                               | Liliana Ibanez                  | México                          | 56,07                           |                                 |
| 34                              | 6                               | 6                               | Ragnheidur Ragnarsdottir        | Islândia                        | 56,28                           |                                 |
| 35                              | 7                               | 7                               | Natsuki Hasegawa                | Japão                           | 56,30                           |                                 |
| 36                              | 7                               | 2                               | Miroslava Najdanovski           | Sérvia                          | 56,42                           |                                 |
| 37                              | 6                               | 8                               | Katarina Listopadova            | Eslováquia                      | 56,52                           |                                 |
| 38                              | 5                               | 5                               | Natthanan Junkrajang            | Tailândia                       | 56,86                           |                                 |
| 39                              | 6                               | 1                               | Amanda Lim                      | Singapura                       | 57,00                           |                                 |
| 40                              | 6                               | 7                               | Katarina Filova                 | Eslováquia                      | 57,06                           |                                 |
| 41                              | 5                               | 2                               | Chinyere Pigot                  | Suriname                        | 57,34                           |                                 |
| 42                              | 5                               | 6                               | Nicole Horn                     | Zimbabwe                        | 57,70                           |                                 |
| 43                              | 5                               | 3                               | Megan Fonteno                   | Samoa Americana                 | 57,85                           |                                 |
| 44                              | 5                               | 4                               | Jasmine Al-Khaldi               | Filipinas                       | 58,02                           |                                 |
| 45                              | 4                               | 5                               | Karen Torrez                    | Bolívia                         | 58,05                           |                                 |
| 46                              | 4                               | 4                               | Anna-Liza Mopio                 | Papua-Nova Guiné                | 58,86                           |                                 |
| 47                              | 5                               | 8                               | Bayan Jumah                     | Síria                           | 59,22                           |                                 |
| 48                              | 5                               | 7                               | Kiera Aitken                    | Bermudas                        | 59,39                           |                                 |
| 49                              | 5                               | 1                               | Clelia Tini                     | San Marino                      | 59,50                           |                                 |
| 50                              | 4                               | 3                               | Karen Schulz                    | Paraguai                        | 59,52                           |                                 |
| 51                              | 4                               | 2                               | Christine Briedenhann           | Namíbia                         | 59,55                           |                                 |
| 52                              | 4                               | 6                               | Jessica Vieira                  | Moçambique                      | 1:00,14                         |                                 |
| 53                              | 4                               | 8                               | Branka Vranjes                  | Bósnia e Herzegovina            | 1:00,40                         |                                 |
| 54                              | 4                               | 7                               | Jade Ashleigh Howard            | Zâmbia                          | 1:01,24                         |                                 |
| 55                              | 3                               | 6                               | Britany van Lange               | Guiana                          | 1:01,39                         |                                 |
| 56                              | 3                               | 3                               | Judith Meauri                   | Papua-Nova Guiné                | 1:01,54                         |                                 |
| 57                              | 3                               | 5                               | Monica Vasilyan                 | Armênia                         | 1:01,82                         |                                 |
| 58                              | 3                               | 2                               | Zamantha Hoss                   | Panamá                          | 1:02,12                         |                                 |
| 59                              | 3                               | 1                               | Ifiezegbe Gagbe                 | Nigéria                         | 1:02,44                         |                                 |
| 60                              | 4                               | 1                               | Fabiola Isabel Espinoza         | Nicarágua                       | 1:03,54                         |                                 |
| 61                              | 3                               | 4                               | Estellah Fils Rabetsara         | Madagáscar                      | 1:03,62                         |                                 |
| 62                              | 2                               | 4                               | Amelie Trinquier                | Mónaco                          | 1:04,08                         |                                 |
| 63                              | 3                               | 7                               | Reshika Udugampola              | Sri Lanka                       | 1:04,23                         |                                 |
| 64                              | 2                               | 3                               | Magdalena Moshi                 | Tanzânia                        | 1:05,39                         |                                 |
| 65                              | 2                               | 6                               | Celeste Brown                   | Ilhas Cook                      | 1:05,76                         |                                 |
| 66                              | 2                               | 2                               | Kuheilani Snow                  | Polinésia Francesa              | 1:05,99                         |                                 |
| 67                              | 2                               | 1                               | Keesha Keane                    | Palau                           | 1:06,15                         |                                 |
| 68                              | 3                               | 8                               | Mareme Faye                     | Senegal                         | 1:06,37                         |                                 |
| 69                              | 2                               | 8                               | Debra Daniel                    | Estados Federados da Micronésia | 1:06,87                         |                                 |
| 70                              | 1                               | 5                               | Osisang Chilton                 | Palau                           | 1:07,62                         |                                 |
| 71                              | 1                               | 7                               | Antoinette Guedia Mouafo        | Camarões                        | 1:09,28                         |                                 |
| 72                              | 2                               | 7                               | Grace Kimball                   | Marianas Setentrionais          | 1:09,70                         |                                 |
| 73                              | 1                               | 2                               | Shreya Dhital                   | Nepal                           | 1:10,82                         |                                 |
| 74                              | 1                               | 4                               | Katerina Izmailova              | Tajiquistão                     | 1:11,56                         |                                 |
| 75                              | 1                               | 3                               | Sara Al Flaij                   | Bahamas                         | 1:14,86                         |                                 |
| 76                              | 1                               | 1                               | Elsie Uwamahoro                 | Burundi                         | 1:17,70                         |                                 |
| 77                              | 1                               | 6                               | Sihame Ayouba Ali               | Comores                         | 1:21,54                         |                                 |
| –                               | 2                               | 5                               | Gouri Kotecha                   | Tanzânia                        |                                 | DNS                             |
| –                               | 10                              | 8                               | Federica Pellegrini             | Itália                          |                                 | DNS                             |

### Semifinal
Estes são os resultados das semifinais.

#### Semifinal 1
| Pos. | Raia | Nadadora                   | Nacionalidade  | Tempo | Notas            |
| ---- | ---- | -------------------------- | -------------- | ----- | ---------------- |
| 1    | 6    | Francesca Halsall          | Reino Unido    | 53,48 | Q                |
| 2    | 4    | Jeanette Ottesen           | Dinamarca      | 53,88 | Q                |
| 3    | 5    | Dana Vollmer               | Estados Unidos | 54,05 | Q                |
| 4    | 2    | Arianna Vanderpool-Wallace | Bahamas        | 54,46 | Recorde nacional |
| 5    | 7    | Victoria Poon              | Canadá         | 54,82 |                  |
| 6    | 3    | Yolane Kukla               | Austrália      | 54,87 |                  |
| 7    | 1    | Gabriella Fagundez         | Suécia         | 54,92 |                  |
| 8    | 8    | Amy Smith                  | Reino Unido    | 55,33 |                  |

#### Semifinal 2
| Pos. | Raia | Nadadora               | Nacionalidade  | Tempo | Notas |
| ---- | ---- | ---------------------- | -------------- | ----- | ----- |
| 1    | 4    | Femke Heemskerk        | Países Baixos  | 53,67 | Q     |
| 2    | 6    | Alicia Coutts          | Austrália      | 53,78 | Q     |
| 3    | 5    | Ranomi Kromowidjojo    | Países Baixos  | 53,94 | Q     |
| 4    | 7    | Natalie Coughlin       | Estados Unidos | 54,05 | Q     |
| 5    | 2    | Aleksandra Gerasimenya | Bielorrússia   | 54,26 | Q     |
| 6    | 3    | Camille Muffat         | França         | 54,28 |       |
| 7    | 1    | Ida Marko-Varga        | Suécia         | 54,78 |       |
| 8    | 8    | Veronika Popova        | Rússia         | 54,82 |       |

### Final
| Pos.              | Raia | Nadadora               | Nacionalidade  | Tempo | Notas |
| ----------------- | ---- | ---------------------- | -------------- | ----- | ----- |
| Medalha de ouro   | 6    | Jeanette Ottesen       | Dinamarca      | 53,45 |       |
| Medalha de prata  | 8    | Aleksandra Gerasimenya | Bielorrússia   | 53,45 |       |
| Medalha de bronze | 2    | Ranomi Kromowidjojo    | Países Baixos  | 53,66 |       |
| 4                 | 4    | Francesca Halsall      | Reino Unido    | 53,72 |       |
| 4                 | 5    | Femke Heemskerk        | Países Baixos  | 53,72 |       |
| 6                 | 3    | Alicia Coutts          | Austrália      | 53,81 |       |
| 7                 | 7    | Dana Vollmer           | Estados Unidos | 54,19 |       |
| 8                 | 1    | Natalie Coughlin       | Estados Unidos | 54,22 |       |

Legenda
| Recorde mundial       | Recorde mundial (World record)               |                       | Recorde africano                      | Recorde africano (African) |                                           | Q | Classificado por posição (Qualified) |
| Recorde do campeonato | Recorde do campeonato (Championship record)  | Recorde da América    | Recorde da América (Americas)         | q                          | Classificado por melhor tempo (Qualified) |   |                                      |
| Melhor marca do ano   | Melhor marca do ano (World leading)          | Recorde asiático      | Recorde asiático (Asian)              | DNS                        | Não largou (Did not start)                |   |                                      |
| Recorde nacional      | Recorde nacional (National record)           | Recorde europeu       | Recorde europeu (European)            | DNF                        | Não terminou (Did not finish)             |   |                                      |
| Recorde pessoal       | Recorde pessoal do atleta (Personal best)    | Recorde da Oceania    | Recorde da Oceania (Oceania)          | DSQ / DQ                   | Desclassificado (Disqualified)            |   |                                      |
| Recorde da temporada  | Recorde da temporada do atleta (Season best) | Recorde sul-americano | Recorde sul-americano (South America) | NM                         | Sem marca (No mark)                       |   |                                      |